# Becti
 Djalecti (ou Djalekti) est un village de la commune de Mayo-Baléo située dans la région de l'Adamaoua et le département du Faro-et-Déo, à proximité de la frontière avec le Nigeria.

## Population
En 1971,  Djalecti comptait 120 habitants, principalement Koutine (ou Pere).
Lors du recensement de 2005, 222 personnes y ont été dénombrées.